# Tasil
Tasil (en arabe : تسيل) est une bourgade du sud de la Syrie située à 80 kilomètres au sud de Damas, à environ 15 kilomètres de la frontière jordanienne marquée par la rivière Yarmouk et 12 kilomètres du plateau du Golan contrôlé par Israël. Elle comprend environ 15 000 habitants. Elle dépend du gouvernorat de Deraa et est le chef-lieu d'un Nahié (équivalent au canton).

## Histoire
Les vestiges d'un temple daté du début du IVe siècle dédié aux empereurs romains Constantin le Grand ou Constance II, font penser que Tasil serait la « Tharsila sur la Batanea » répertorié par Eusèbe qui la décrit comme étant une cité habitée par des Samaritains, bien que les fouilles archéologiques n'aient pas prouvé la présence de cette communauté à cet endroit. 
Au milieu du VIIe siècle, Tasil aurait joué un rôle lors d'un certain nombre d'engagements entre les armées byzantines et musulmanes dans le Hauran durant la conquête musulmane.
Durant la guerre civile syrienne, la localité était sous le contrôle des forces de l'armée syrienne libre jusqu'en février 2017, avant d'être prise par l'Armée Khalid ibn al-Walid, groupe djihadiste affilié à l'État islamique, avant d'être reconquise par l'Armée Arabe Syrienne le 27 juillet 2018.